# دهستان اولنورمه
دهستان اولنورمه (به لاتین: Ülenurme Parish) یک دهستان در استونی بود که در شهرستان تارتو واقع شده‌بود.

## خصوصیات
دهستان اولنورمه ۸۶٫۳۵ کیلومترمربع مساحت و ۴٬۷۷۳ نفر جمعیت دارد.